# أودا تي في
أودا تي في (OdaTV) هي بوابة إخبارية على الإنترنت مقرها في تركيا، تأسست في عام 2007 من قبل الكاتب التركي سونر يالتشين، تعتبر واحدة من أكثر بوابات الأخبار متابعة في تركيا ووفقًا لإحصاءات أليكسا، إذ تحتل المرتبة 119 من بين أكثر المواقع الإلكترونية زيادة في البلاد.

## روابط خارجية
- الموقع الرسمي
- موقع Parafrekans
- لجنة حماية الصحفيين، Odatv